# Lý Ngọc Cương
Lý Ngọc Cương (giản thể: 李玉刚; phồn thể: 李玉剛; bính âm: Lǐ Yùgāng; sinh ngày 23 tháng 7 năm 1978) là ca sĩ, diễn viên của Viện Ca Vũ Kịch Trung Quốc, được cơ quan truyền thông hải ngoại gọi là "Nhà Nghệ thuật cấp Quốc bảo của Trung Quốc". Phương thức biểu diễn của ông là sự dung hợp làm một giữa nghệ thuật dân tộc, kết hợp với Hí khúc, ca kịch truyền thống và các yếu tố nghệ thuật khác. Ông được biết đến với vai trò một ca sĩ có thể hát cả giọng nam lẫn giọng nữ và một diễn viên sân khấu chuyên diễn vai nữ.

## Tiểu sử

### Khởi nghiệp
Lý Ngọc Cương sinh ngày 23 tháng 7 năm 1978 tại thành phố Công Chúa Lĩnh thuộc tỉnh Cát Lâm, Trung Quốc. Sau khi tốt nghiệp trung học vào năm 1996, ông đỗ vào ngành Biên đạo văn nghệ chuyên nghiệp của Học viện Nghệ thuật tỉnh Cát Lâm với thành tích vượt trội. Nhưng vì gia cảnh khó khăn mà ông đã bỏ học đại học, đến thành phố lớn tìm việc. Ông từng làm qua nhiều công việc khác nhau như bồi bàn trong nhà hàng, biểu diễn một số tiết mục nhỏ ở vũ trường, từng mở tiệm kinh doanh quần áo ở Cát Lâm. Đến năm 2000, ông mở một công ty quản lý nhỏ những việc kinh doanh gặp khó khăn. Ông đến một cửa hàng băng hình để làm việc rồi tận dụng công việc để học nhạc pop, opera và kỹ thuật hát cả giọng nam nữ; đến tối lại đến hộp đêm làm thêm và nhận Mã Hồng Tài làm thầy. Bước đột phá của Lý Ngọc Cuơng chính là vào một đêm diễn, một nữ ca sĩ hát song ca với ông bỗng dưng không xuất hiện và ông đã liều xin ông chủ hát thay cô ấy. Đêm đó, Lý Ngọc Cương biểu diễn bằng cả hai chất giọng nam và nữ. Từ đó ,ông nhận được sự hưởng ứng nhiệt liệt từ phía khán giả rồi nổi lên như một hiện tượng.

### Sự nghiệp
Năm 2006, ông tham gia chương trình "Tinh Quang Đại Đạo" do đài CCTV tổ chức và đứng thứ ba chung cuộc. Tên tuổi của ông dần được công chúng biết đến. Tháng 2 năm 2007, anh tham gia diễn xuất "Hẹn nhau đón Tết Trung Quốc" (相约中国节) ở nhà hát lớn Sydney; tháng 5 cùng năm, tổ chức vở diễn "Phàm hoa vô giới" (凡花无界) tại Trung tâm triển lãm Bắc Kinh; ngày 2 tháng 12 cùng năm, tổ chức buổi diễn cá nhân "Phương hoa tuyệt đại" (芳华绝代) tại nhà hát lớn Đông Phương ở Trường Xuân, tỉnh Cát Lâm.
Năm 2009, Lý Ngọc Cương được cấp giấy phép chấp nhận vào làm việc tại Viện Ca kịch Vũ kịch Quốc gia Trung Quốc. Năm 2009 cũng là năm đột phá trong sự nghiệp của Ngọc Cương khi ông một mình biểu diễn đêm nhạc: “Thịnh Thế Nghê Thường” trên sân khấu của nhà hát lớn Sydney và được chính phủ thành phố ban tặng giải thưởng văn hóa "Nam Thập Tự Tinh". Ông là nghệ sĩ thứ hai của châu Á được biểu diễn trên sân khấu này.
Năm 2010, Lý Ngọc Cương thành công tổ chức hơn 10 sân khấu của vở diễn "Kính Hoa Thủy Nguyệt" (镜花水月)  trong và ngoài nước, đồng thời phát hành album cá nhân đầu tay “Tân Quý phi say rượu” (新贵妃醉酒).  Năm 2011, thành công tổ chức hơn 30 sân khấu của vở ca vũ thi kịch "Tứ Mỹ Đồ" (四美图)  trong và ngoài nước, đồng thời cho ra mắt album thứ hai “Trục Mộng Lệnh” (逐梦令). 
Năm 2012, lần đầu tiên biểu diễn trên chương trình Gala cuối năm (Xuân Vãn) của CCTV với tiết mục “Tân Quý phi túy tửu”; cùng năm, biểu diễn ca khúc “Trục Mộng Lệnh” trên sân khấu đêm hội Nguyên Tiêu của CCTV. Tháng 5 năm 2012, ra mắt vở kịch mới “Tân Kính Hoa Thủy Nguyệt” (新镜花水月), biểu diễn hơn 20 buổi trong nước. Năm 2013, ông tiếp tục xuất hiện trên sân khấu Gala cuối năm của CCTV biểu diễn “Hằng Nga” (嫦娥). Năm 2014, Lý Ngọc Cương tham gia chương trình “Quốc Sắc Thiên Hương” của đài truyền hình Thiên Tân, cũng phát hành ca khúc chủ đề cùng tên; cùng năm đó, ra mắt album thứ ba “Liên Hoa” (莲花). 
Năm 2015, Lý đảm nhận vai trò là đạo diễn cũng như diễn viên chính trong kiệt tác "Chiêu Quân Xuất Tái" (昭君出塞) của mình. Ông đã mất gần 3 năm để chuẩn bị cho vở nhạc kịch lớn này. Năm 2016, ông tham gia mùa đầu của chương trình “Khóa giới hỉ kịch vương” (跨界喜剧王) và giành vị trí quán quân chung cuộc; tháng 11 cùng năm xuất bản cuốn sách đầu tay “Ngọc Kiến Chi Mỹ” (玉见之美), đồng thời phát hành ca khúc “Gặp người đúng lúc” (刚好遇见你) kỷ niệm tròn mười năm ra mắt và đẩy ra show diễn toàn cầu “Lý Ngọc Cương 10 năm kinh điển”. Năm 2017, ông đạo diễn và cũng là diễn viên chính của vở ca vũ kịch quy mô lớn “Bàn Nhược Hào Giác” (般若号角). 
Buổi ra mắt vở ca vũ kịch quy mô lớn "Chiêu Quân xuất tái" diễn ra từ ngày 26 tháng 4 đến 1 tháng 5 năm 2019 tại Trung tâm Nghệ thuật Thiên Kiều Bắc Kinh với sự tham gia của Lý Ngọc Cương đã kết thúc thành công. Bằng vở kịch này, ông đã giành được giải thưởng Thành tựu kịch xuất sắc năm 2019 của "Youth Film Handbook Magazine". Tháng 12 cùng năm, "Chiêu Quân xuất tái" đã được dàn dựng hoành tráng tại Nhà hát Queen Elizabeth. Trước buổi diễn, thủ tướng Canada đã gửi thư chúc buổi biểu diễn thành công trọn vẹn và bày tỏ lòng cảm ơn chân thành đến Lý Ngọc Cương cùng dàn diễn viên, đoàn kịch.
Năm 2021, Lý Ngọc Cương phát hành ca khúc “Vạn Cương” chúc mừng 100 năm thành lập Đảng Cộng Sản Trung Quốc.

## Các tác phẩm chính

### Tác phẩm sân khấu
| Năm ra mắt | Tên tác phẩm                             | Ghi chú |
| ---------- | ---------------------------------------- | ------- |
| 2019       | Vở thơ ca vũ kịch " Chiêu Quân xuất tái" |         |
| 2015       | Vũ đài kịch "Chiêu Quân xuất tái"        |         |
| 2011       | Ca vũ thi kịch "Tứ Mỹ Đồ"                |         |
| 2012       | "Tân Kính Hoa Thủy Nguyệt"               |         |
| 2010       | "Kính Hoa Thủy Nguyệt"                   |         |

### Album nhạc
| Tên album                                                    | Ngày phát hành |
| ------------------------------------------------------------ | -------------- |
| Du Viên Kinh Mộng (游园惊梦)                                 | 01/01/2010     |
| Thường Nga bôn nguyệt (嫦娥奔月)                             | 22/12/2010     |
| Tân Quý phi túy tửu (新贵妃醉酒)                             | 28/12/2010     |
| Kính Hoa Thủy Nguyệt (镜花水月)                              | 03/05/2011     |
| Tứ Mỹ Đồ (四美图)                                            | 08/2011        |
| Trục Mộng Lệnh (逐梦令)                                      | 15/12/2011     |
| DVD: Lý Ngọc Cương - Tứ Mỹ Đồ (李玉刚:四美图)                | 08/2012        |
| Quốc Sắc Thiên Hương (国色天香)                              | 09/01/2014     |
| Tân năng lượng Lý Ngọc Cương chuyên tràng (新能量李玉刚专场) | 22/01/2014     |
| Dân Quốc Mộng Xưa (民国旧梦)                                 | 11/11/2014     |
| Liên Hoa (莲花)                                              | 04/12/2014     |
| Đúng lúc gặp gỡ Người (刚好遇见你)                           | 06/04/2017     |
| Lý Ngọc Cương hợp tập (李玉刚合辑)                           | 15/09/2021     |

### Các buổi biểu diễn
| Năm       | Tên tiếng Việt                   | Tên tiếng trung        | Sổ buổi được tổ chức                                           |
| --------- | -------------------------------- | ---------------------- | -------------------------------------------------------------- |
| 5/2007    | Phàm Hoa Vô Giới                 | 凡花无界               | 2                                                              |
| 12/2007   | Phương Hoa Tuyệt Đại             | 芳华绝代               | 1                                                              |
| 3/2/2008  | Cửu Cửu Hợp Gia Hoan             | 久久合家欢             | Tiết mục 95 chương trình Tết đặc biệt đài Truyền hình Đại Liên |
| 28/7/2009 | Thịnh Thế Nghê Thường            | 盛世霓裳               | 1                                                              |
| 2010      | Kính Hoa Thủy Nguyệt             | 镜花水月               | 10                                                             |
| 2011      | Kính Hoa Thủy Nguyệt             | 镜花水月               | 1                                                              |
| 2012      | Tân Kính Hoa Thủy Nguyệt         | 新镜花水月巡演         | 24                                                             |
| 2011      | Tứ Mỹ Đồ                         | 四美图                 | 3                                                              |
| 2012      | Tứ Mỹ Đồ                         | 四美图                 | 13                                                             |
| 2013      | Tứ Mỹ Đồ                         | 四美图巡演             | 19                                                             |
| 2011-2013 | Lý Ngọc Cương và những người bạn | 李玉刚和他的朋友演唱会 | 5                                                              |
| 2013      | Tân Kính Hoa Thủy Nguyệt         | 新镜花水月             | 2                                                              |
| 2014      | Tân Kính Hoa Thủy Nguyệt         | 新镜花水月             | 3                                                              |
| 2015      | Chiêu Quân Xuất Tái              | 昭君出塞               | 4                                                              |
| 2015      | Tân Kính Hoa Thủy Nguyệt         | 新镜花水月             | 4                                                              |
| 2016      | Cương Hảo Hồi Gia                | 刚好回家               | 1                                                              |
| 2016      | Lý Ngọc Cương 10 năm kinh điển   | 李玉刚十年经典         | 1                                                              |
| 2017      | Lý Ngọc Cương 10 năm kinh điển   | 李玉刚十年经典         | 5                                                              |
| 2017      | Bàn Nhược Hào Giác               | 般若号角               | 1                                                              |
| 2018      | Lý Ngọc Cương 10 năm kinh điển   | 李玉刚十年经典         | 3                                                              |
| 2019      | Chiêu Quân Xuất Tái              | 昭君出塞               | 42                                                             |

### Phim đã tham gia
| Năm  | Tên tiếng Việt                | Tên tiếng trung | Nguồn  |
| ---- | ----------------------------- | --------------- | ------ |
| 2007 | Thiên Hạ Đệ Nhị               | 天下第二        | [ 29 ] |
| 2008 | Lưu Lạc Đến Quan Đông         | 闯关东中篇      | [ 30 ] |
| 2009 | Quan Đông Đại Tiên Sinh       | 关东大先生      | [ 31 ] |
| 2010 | Bích Ba Tiên Tử               | 碧波仙子        | [ 32 ] |
| 2010 | Lão Bệnh Hào                  | 老病号          | [ 33 ] |
| 2010 | Bách Hoa Thâm Xử              | 百花深处        | [ 34 ] |
| 2010 | Những năm tháng yêu mãnh liệt | 列爱年代        |        |
| 2015 | Ngộ kiến hạ nhất cá nhĩ       | 遇见下一个你    |        |

## Giải thưởng
| Năm  | Tên giải thưởng                                                            | Nguồn  |
| ---- | -------------------------------------------------------------------------- | ------ |
| 2006 | Giải ba cuộc thi “Tinh Quang Đại Đạo”                                      | [ 35 ] |
| 2009 | Giải thưởng vàng cống hiến trong “Hội chữ thập miền Nam đa văn hóa”        | [ 36 ] |
| 2010 | Giải thưởng hồng nhân trào lưu nghệ thuật hàng năm 2010                    | [ 37 ] |
| 2010 | Giải thưởng trong: “Mười đại hiếu tử giới nghệ thuật biểu diễn Trung Quốc” | [ 38 ] |
| 2011 | Giải thưởng hồng nhân văn hóa truyền thống hàng năm 2011                   | [ 39 ] |
| 2011 | Giải thưởng đại sứ từ thiện                                                | [ 40 ] |
| 2011 | Giải thưởng ngôi sao từ thiện hàng năm                                     | [ 41 ] |
| 2012 | Giải thưởng âm nhạc được sự chú ý nhiều nhất                               | [ 42 ] |
| 2012 | Giải thưởng hồng nhân trào lưu âm nhạc                                     | [ 43 ] |
| 2013 | Giải thưởng lớn ngôi sao nghệ thuật kinh điển có giá trị nhất hàng năm     | [ 44 ] |
| 2013 | Giải thưởng thành tựu đột phá nghệ thuật biểu diễn sân khấu                | [ 45 ] |
| 2013 | Giải thưởng nhân vật phong cách                                            | [ 46 ] |
| 2014 | Giải thưởng ngôi sao phong cách nghệ thuật hàng năm                        | [ 47 ] |
| 2014 | Giải thưởng ngôi sao có lực ảnh hưởng lớn nhất                             | [ 48 ] |
| 2015 | "Chiến sĩ thi đua" hạng nhất                                               | [ 49 ] |